# Триратна

Один з традиційних символів Трьох коштовностей

Триратна (санскр. त्रिरत्न, triratna IAST, «три коштовності»; палі: Tiratana; кит.: 三宝, Саньбао; яп. 三宝, Сампо; монг. гурван эрдэнэ) — три коштовності буддійської доктрини:
- Будда
- Дхарма (закон, вчення)
- Сангха (чернеча громада)

Триратна є своєрідним символом віри буддиста. Сприйняття Будди як вчителя і провідника, його дхарми як закону, а сангхи як спільноти однодумців, є неодмінним атрибутом буддійського світогляду:
1. Є Будда — абсолютно Просвітлена істота, яка досягла духовних вершин природним чином через розвиток розуму і серця в довгій послідовності народжень (сансара). Головними з цих вершин є просвітлення (бодгі) і заспокоєння (нірвана), які знаменують остаточне звільнення (мокша) і досягнення вищої мети духовних прагнень в індійській і інших східних культурах, що не доступно ні богам, ні святим інших релігій.
2. Є Дхарма — закон, відкритий Просвітленим. Цей закон є смисловим ядром Всесвіту, відповідно до нього відбуваються всі процеси поза і всередині людських доль, з його допомогою можна зрозуміти закони життя і суспільства, переплетення і взаємозалежність всього. Закон цей Будда збагнув і повідомив учням в вигляді слова, тексту сутр. Тексти закону Будди декілька століть передавалися усно. В I ст. до н. е. вони були вперше записані мовою палі. Ці писання склали канон школи Тхеравада (старців) і називалися «Три кошики» (Трипітака, мовою палі — Тапітака): «Кошик текстів, присвячений приписам чернечої дисципліни і моральному вихованню» (Віная-пітака), «Кошик текстів [Слова Будди]» (Сутра-пітака, мовою палі — Сутта-пітака) і «Кошик текстів вищого Закону» (Абхідхарма-пітака, мовою палі — Абхідхамма-пітака). Саме в кошиках, плетених коробах, зберігалися пальмові листки із записаними  текстами, розподіленими по відділах. Ці назви зібрань Слова Будди збереглися донині, хоча в інших школах канони  інші за змістом.
3. Є Сангха — громада рівних, які не мають жодної власності, жебрають (Бгікшу, мовою палі — бхіккху), співтовариство носіїв Закону, хранителів знань і майстерності, які з покоління в покоління слідують шляхом Будди.

## Триратна в дзен
«Істинний притулок» у буддійській школі дзен вважається тотожним природі Будди, тому його, згідно з вченням, слід шукати не в зовнішньому світі, а в глибині свого «я», на що вказував шостий патріарх дзен Хуейнен:
 Тебе запевняють: «Шукай притулок в Будді, дхармі, сангсі». А я говорю тобі: «Шукай притулок в собі самому». Будда — всередині тебе, бо Будда — означає пробуджений, а пробудження може відбуватися лише зсередини. Дхарма — всередині тебе, бо дхарма — означає праведність, а праведність ти можеш знайти тільки в собі самому. І сангха — всередині тебе, бо сангха є чистота, а чистоту ти можеш знайти тільки в собі самому. 
Другий дзенський патріарх Хуейке відповів на питання майбутнього третього патріарха Сенцаня про те, що таке дхарма і Будда, наступним чином: «Будда є сам розум. Сам розум є дхарма. Будда тотожний дхармі, тотожний сангсі».
Один з діалогів між ченцем і наставником Янь-Яном описує три коштовності наступним чином:
 — Що таке Будда? 
 — Шматок глини. 
 — Що таке дхарма? 
 — Земля рухається. 
 — Що таке сангха? 
 — той, хто їсть рідку кашу і рис. 

## Символіка
Традиційно триратна зображується у вигляді потрійного символу: тризуба Тришули, обрамленого діамантовою гілкою (ваджрою), розташованого поверх чакри з квіткою лотоса. Інший варіант цього символа — три різнокольорових прозорих сфери, часто у вигляді трьох кіл — був використаний Миколою Реріхом в дизайні Знамена Миру.

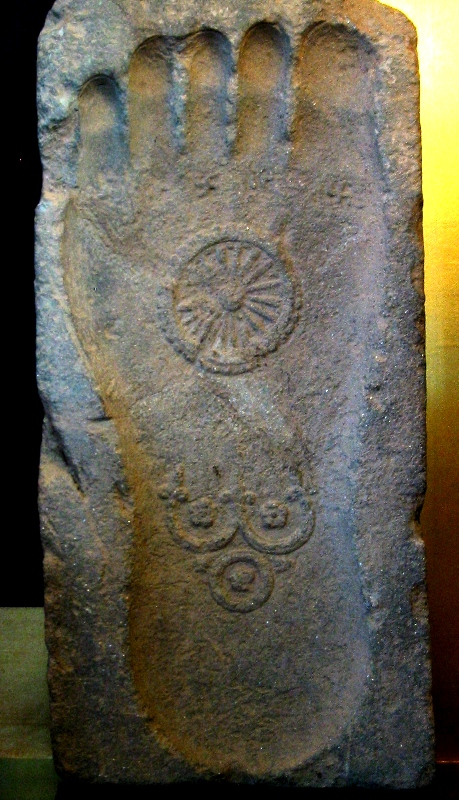
Наст Будди з триратною і колесом дхарми. Гандхара, I століття. Храм Дзен'юміцу, Токіо.
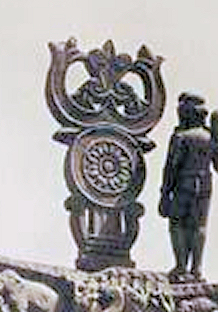
Триратна на воротах тону в Санчі. I століття до н. е.
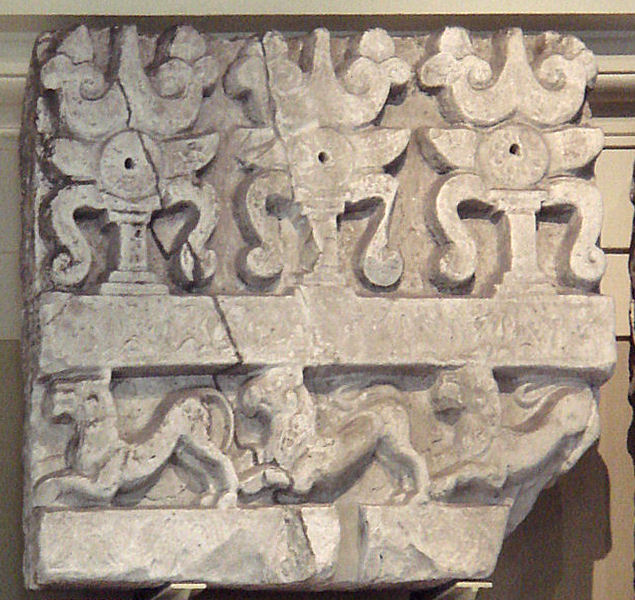
Символ Трьох коштовностей з Амраваті, II століття н. е. (?), Британський музей